# 12197 Джан-Отто
12197 Джан-Отто (12197 Jan-Otto) — астероїд головного поясу, відкритий 16 березня 1980 року.
Тіссеранів параметр щодо Юпітера — 3,403.